# Ferida arrel: Maria-Mercè Marçal
Ferida arrel: Maria-Mercè Marçal és una pel·lícula catalana de 2012, amb direcció col·lectiva en torn la figura de la poeta catalana Maria Mercè Marçal en el que hi han participat cineastes i realitzadores de diferents generacions, alumnes i professores de l'escola de cinema El Plató de Cinema amb la intenció de reflectir la construcció de la identitat femenina.
Consta de 22 peces que tenen l'objectiu de traslladar el món marçalià a imatges. Està produïda per la Fundació Maria-Mercè Marçal i El Plató de Cinema. La pel·lícula es va estrenar a la 20a edició de la Mostra Internacional de Films de Dones. Juny de 2012.

## Argument
Les diferents Marçals, poeta, traductora, professora, feminista, intel·lectual, mare, etc., es donen cita en aquest mirall múltiple per (re)construir una genealogia femenina en imatges. Un mirall on identificar-se com a dona i creadora que parla sobre la maternitat, la llengua, el cos de la dona, la memòria, la tradició popular, la natura, l'art, l'amor lèsbic, la malaltia, la mort.

## Directores[4]
- Judith Colell
- Anna Petrus
- Laia Manresa
- Mercè Ibarz
- Ona Planas
- Marta Vergonyós
- Lydia Zimmermann
- Alba Sotorra
- Neus Ballús
- Elisabeth Prandi
- Giovanna Ribes
- Laura Ginés
- Rosa Vergés
- Laura Serrats
- Andrea Nunes
- Raquel Rei
- Mariona Omedes
- Elena Molina
- Elisabet Cabeza
- Francesca Llopis
- Nuria Araüna
- Mireia Ibars
- Greta Fernàndez

## Participants
- Anna Lizaran
- Dafnis Balduz
- Ada Vilaró
- Anna Prats
- Marta Filella
- Andreu Subirats
- Eduart Gibert
- Itziar González Virós
- Esther Freixa (Medea a la carta)
- Alba Pujol

## Música
- Marina Rossell
- Sílvia Pérez Cruz
- Jabier Muguruza
- Enric Hernàez
- Alessio Arena
- Laura Casaponça
- Maurici Villavecchia
- Roberto González Asensio
- Igor Binsbergen
- Pablo Weijsenfeld

## Peces de la pel·lícula
1. Fades i bruixes − Elisabeth Prandi
2. Treball de classe − Judith Colell
3. Finestres − Mercè Ibarz
4. Surt el guerrer − Alba Sotorra
5. Dones − Greta Fernàndez
6. Mare − Laura Ginés
7. Heure que m'envaeixes el ventre i la follia − Anna Petrus (5:52)
8. Triar − Mireia Ibars
9. Tan petita − Laia Manresa
10. La senyoreta Júlia − Rosa Vergés
11. La mort blanca − Marta Vergonyós (6:15)
12. Traç − Elisabet Cabeza
13. MMM − Eva Serrats
14. Peça per peça − Andrea Nunes i Raquel Rei (1:56)
15. El mar,la mar − Lydia Zimmermann
16. Als meus alumnes − Elena Molina (4:34)
17. M'agenollo davant el cos − Neus Ballús (4:00)
18. MMM 15 Segons − Nuria Araüna
19. Instant − Mariona Omedes
20. Fils d'oblit − Francesca Llopis
21. σπλην ‘脾 spleen − Giovanna Ribes
22. El camí que m’ha portat a tu (Epíleg) − Ona Planas

## Crítiques
És una obra realment coral, de gran diversitat i riquesa subtil, i d'una ambició i generositat modèliques. escriu Xavier Antich a La Vanguardia (13/6/2012)
Els 22 fragments de Ferida arrel, que dialoguen i ressonen entre ells a partir de la singularitat de cada mirada, reflecteixen, certament i sincerament, un món on batega la memòria d'una experiència femenina sotmesa a l'ordre patriarcal, però lligada a la terra i dipositària d'una saviesa ancestral, i el desig de viure altrament i lliurement com a dona per assajar maneres de nomenar les coses, d'experimentar la maternitat, l'amistat i l'amor entre dones. També hi apareix com va afrontar la malaltia i la mort. Imma Merino El Punt Avui (19/06/2012) 